# Rhodacaridae
Rhodacaridae (лат.) — семейство хищных гамазовых клещей из отряда Mesostigmata (Rhodacaroidea). Встречаются повсеместно.

## Описание
Мелкие клещи длиной от 0,2 до 0,7 мм, форма тела разнообразная. Отличаются нехарактерным для клещей делением тела: передняя его часть (подосома) отделена от задней части (опистосома), которая относительно подвижна. Хелицеры без придатков у обоих полов. Обитают в почве и мёртвом органическом материале, во мхах, лишайниках и гнёздах грызунов, в гниющей древесине и под корой, на пляжах. Свободноживущие клещи, хищники  мелких беспозвоночных (коллембол, клещей-орибатид, червей нематод).

## Классификация
Семейство было впервые выделено в 1902 году голландскии зоологом Антоном Корнелисом Удемансом (Anthonie Cornelis Oudemans; 1858—1943) в качестве подсемейства в составе семейства Parasitidae. Включает 15 родов и 148 видов. Род Rhodacarellus иногда выделяют в отдельное монотипическое подсемейство Rhodacarellinae, а остальные роды либо оставляют в номинативном подсемействе Rhodacarinae, либо как incertae sedis). Ранее в состав Rhodacaridae включали подсемейства Dendrolaelapinae (Dendrolaelaps, Dendroseius, Longoseius и другие, в том числе, ассоциированные с муравьями и другими насекомыми) и Ologamasinae, ныне выделяемые в отдельные семейства Digamasellidae и Ologamasidae соответственно. 
- Afrodacarellus Hulbutt, 1974
- Afrogamasellus Loots & Ryke, 1968[9][10]
- Dendrolobatus G. I. Shcherbak, 1983
- Foliogamasellus Karg, 1977[11]
- Interrhodeus Karg, 2000
- Jugulogamasellus Karg, 1977[11]
- Litogamasus Lee, 1970
- Mediodacarellus L. M. M. K. d’Antony, 1987
- Mediorhodacarus Shcherbak, 1976
- Minirhodacarellus G. I. Shcherbak, 1980
- Orientolaelaps Bregetova & Shcherbak, 1977
- Pachymasiphis Karg, 1996[12]
- Paragamasellevans Loots & Ryke, 1968
- Pararhodacarus L. C. Jordaan, G. C. Loots & P. D. Theron, 1988
- Pennarhodeus Karg, 2000
- Poropodalius Karg, 2000
- Podalogamasellus Karg, 1977[11]
- Protogamasellopsis G. O. Evans & G. Purvis, 1987[13]
- Rhodacarella Moraza, 2004[14]
- Rhodacarellus Willmann, 1935[15]
- Rhodacarus Oudemans, 1902
- Solugamasus Lee, 1973[16][17][18]